# Tigridoptera
Tigridoptera là một chi bướm đêm thuộc họ Geometridae.